# Rainforest Alliance
Rainforest Alliance (RA) — неправительственная организация, ставящая целью своей работы сохранение биоразнообразия и обеспечение устойчивых условий жизни посредством преобразования практики ведения сельского хозяйства, практики ведения бизнеса, а также изменения потребительской культуры.
Rainforest Alliance разработали ряд новых стандартов по устойчивому сельскому хозяйству, земле- и лесопользованию. Организация проводит добровольную сертификацию плантаций на соответствие требованиям и критериям стандартов. Наличие сертификата у плантаций позволяет использовать маркировку RFA на продукции, произведённой из сырья этих плантаций. Маркировка RFA позволяет потребителям совершать информированный выбор при покупке товара и является существенным конкурентным преимуществом для потребителей, придерживающихся принципов этичного потребления.
Штаб-квартира организации находится в Нью-Йорке, а также имеет представительства по всему миру. Вопросами каждодневного управления организацией занимается президент организации Тэнси Вилан (Tensie Whelan).

## Миссия, видение и стратегия организации
Миссия организации:
«Rainforest Alliance работает, чтобы сохранить биоразнообразие и обеспечить устойчивые средства к существованию, посредством преобразования практик землепользования, ведения бизнеса и поведения потребителя».
Слоган:
«Мы видим мир, где люди и окружающая среда процветают вместе»
Стратегия:
«Мы верим, что лучший способ поддерживать растущий лес, это следить за тем, что выгодно для экономики и для местных сообществ. Это означает поддерживать фермеров, лесников и туристический бизнес, а также получать большую экономическую выгоду, гарантируя, что экосистемы защищены, и что их рабочие хорошо обучаются и обладают условиями безопасности, надлежащей санитарией, здравоохранением и жильем.
После того, как фирмы получают сертификат соответствия определенным экологическим и социальным стандартам, мы объединяем их с мировым рынком, где спрос на устойчивые товары и услуги растет».

## История организации

### История создания
Rainforest Alliance была основана Даниэлем Кацем (англ. Daniel Katz (environmental activist))) в 1987 году во время конференции, посвящённой экологическому кризису, грозящему влажным тропическим лесам. Основной проблемой он видел методы обращения с окружающей средой.
Дэниел Катц основал Rainforest Alliance всего через два года после окончания колледжа, и сначала у него не было финансовой поддержки, кроме 500$, выигранных в блек-джек. В первые годы существования организации Rainforest Alliance, Дэниелу Катцу было трудно найти единомышленников, которые хотели бы внести изменения в практику ведения бизнеса. По словам самого Катца, было трудно найти компанию, которая хотя бы отвечала бы на его телефонные звонки.

### История развития
История развития приведена согласно данным с сайта организации.
- 1987—1988 Основана организация Rainforest Allianced.
- 1989 Запущена программа Rainforest Alliance’s SmartWood.
- 1990 По программе SmartWood сертифицировано первое лесное хозяйство в Индонезии.
  - Выпущены стандарты Banana standards.
- 1991 Сертифицированы лесные хозяйства в Гондурасе, Мексике и Белизе.
  - Первые сертификаты Rainforest Alliance agriculture были выданы двум банановым фермам в Коста-Рике и на Гавайях.
- Сертифицированы первые две банановые фермы, принадлежащие бренду «Chiquita».
- 1995 Сертифицированы первые кофейные плантации в Гватемале.
  - Rainforest Alliance получает премию Петера Друкера (Peter F. Drucker Award) в области Некоммерческих инноваций.
  - Совместная работа с компанией Gibson USA приводит к появлению первых в мире сертифицированных гитар.
- 1998 Для разработки руководств по устойчивому сельскому хозяйству учреждена организация «Conservation Agriculture Network», позднее переименованная в «Sustainable Agriculture Network» (SAN).
- 2000 Daniel Katz уходит с поста исполнительного директора и занимает место председателя Совета директоров. Исполнительным директором организации становится Тенси Вилан.
- 2001 Сертификация «SmartWood certifications expand» расширена путём включения сертификации муниципальных лесов, национальных парков, кленового сиропа, карандашей и сноубордов.
  - Запущена программа образовательно-исследовательских систем развития образования (Training Research Extension Education Systems -TREES), направленная на предоставление возможности для сертификации лесных хозяйств малых и коренных народов, а также местных сообществ.
- 2002 В 120 компаниях и кооперативах внедрены практики устойчивого развития Rainforest Alliance.
- 2004 Общая площадь сертифицированных лесных угодий достигает 33 миллионов акров (130,000 км²).
  - Запущен портал www.eco-indextourism.org, база данных организаций в сфере устойчивого туристического бизнеса.
- 2007 Выпущены стандарты на чай — «Unilever» объявляет о переходе на использование сертифицированного RA сырья для создания чая под марками «Lipton» и «PG Tips».
- 2008 Компания «McDonald’s» в Новой Зеландии и Австралии переводит все заведения «McCafe» на использование сертифицированных кофейных зерен.
- 2012 «Caribou Coffee» становится первой крупной кофейней, где используются только сертифицированные кофейные зерна.

### Rainforest Alliance в настоящее время
На сегодняшний день всё больше компаний осознают значение устойчивого развития и обращаются в такие организации, как Rainforest Alliance, чтобы улучшить систему управления организации, экологические, социальные и экономические показатели.
В 2000 году Rainforest Alliance пригласил Тэнси Вилан (Tensie Whelan) для руководства организацией в качестве исполнительного директора. В область её задач входит руководство командой из 120 человек по всему миру.
В 2010 Дэниэл Катц покинул Rainforest Alliance и присоединился к фонду Overbrook foundation. Обращение Дэниэла Катца к молодым руководителям и предпринимателям таково: «Если я могу это сделать, каждый может». Его успех можно сформулировать так: делать ошибки, принимать риски и упорядочивать хаос.
Тэнси Вилан и Rainforest Alliance заключили соглашения с компаниями уровня Kraft foods и IKEA, по которым такие компании обязуются закупать продукцию лесных и сельских хозяйств, отвечающую стандартам устойчивого экологического развития. Первоначально продукция, сертифицированная Rainforest Alliance, в большей степени была популярна в Европе, но Тэнси Вилан удалось добиться признания такого рода продукции в США.
Согласно ежегодному отчёту Rainforest Alliance за 2011 год, на сегодняшний день:
- бюджет организации составляет $47,5 млн
- в альянсе работает более 300 сотрудников в более чем 70 странах
- 161 миллион гектар леса сертифицировано по стандарту Лесного попечительского совета FSC. В Европе сертифицировано 27 % всех лесов
- более 7000 предпринимателей были обучены принципам устойчивого управления в туристической сфере
- более 450 тысяч человек работает на плантациях, сертифицированных Rainforest Alliance
- продукты, выращенные на плантациях, сертифицированных Rainforest Alliance, имеют следующие доли мирового рынка:
  - бананы — 15 %
  - чай — 6,6 %
  - какао-бобы — 3,2 %
  - кофе — 2 %

Важной частью деятельности Rainforest Alliance на сегодня является организация образовательных программам для детей и студентов, направленных на понимание значимости климатических изменений.

## Программы Rainforest Alliance

### Устойчивое лесопользование
Программа Устойчивого Лесопользования Rainforest Alliance — первая в мире программа сертификации, запущенная в 1989 году, целью которой является поощрение и поддержка ориентированного на рынок, экологически и социально ответственного ведения лесопользования, управления лесными хозяйствами и лесными ресурсами. Программа SmartWood помогла учредить в 1993 году Лесной попечительский совет (Forest Stewardship Council, FSC) . SmartWood (как организация) аккредитована на право проведения сертификации процессов лесопользования, основываясь на экологических и социальных стандартах FSC. Если процессы успешно прошли сертификацию, то компания может использовать знак на производимых изделиях из древесины. Этот знак показывает потребителям, что покупаемый ими товар поступил из лесного хозяйства, которое поддерживает принципы устойчивого развития (сохраняет биоразнообразие и гарантирует соблюдение прав работников и местных жителей).
Rainforest Alliance также работает над созданием и соединением сертифицированных общин и предприятий с покупателями лесной продукции. Продвигая «зелёное строительство» и помогая компаниям, покупающим лесную продукцию, включить идеи устойчивого развития в их политику, Rainforest Alliance также работает над повышением спроса на сертифицированные товары.

### Устойчивое сельское хозяйство
Устойчивое сельское хозяйство Rainforest Alliance — это возможность выращивать пищевые культуры, которые безопасны как для потребителей, так и для местной фауны. Оно не наносит вреда или сводит к минимуму ущерб для окружающей среды, не представляет угрозы для здоровья рабочих и обеспечивает экономическую выгоду фермерам. Также устойчивое сельское хозяйство направлено на поддержку сельских общин. RA осуществляет контроль сертификации тропических продуктов, таких как бананы, какао-бобы, чай, кофе, и папоротники.
В 1994 году, первая банановая плантация была сертифицирована на соответствие данному стандарту. С тех пор стандарт был проверен во многих странах как на крупных, так и мелких фермах различных видов сельскохозяйственных культур посредством серий аудитов и другими видами сертификации. В начале 2003 Rainforest Alliance с секретариатом устойчивого сельского хозяйства провёл подробную проверку версии стандарта 2002 года, чтобы разработать более усовершенствованный стандарт, руководствующийся миссией. 
В 2005 году была одобрена и принята версия стандарта, что привело к существующему стандарту с 10 принципами:
1. Общественные ценности;
2. Сохранение экосистемы;
3. Охрана дикой природы;
4. Рациональное водопользование;
5. Уважительное отношение и хорошие условия жизни;
6. Охрана и безопасность труда;
7. Поддержание связей с местным населением;
8. Интегрированное управление сельскохозяйственными культурами;
9. Рациональное использование и сохранение почв;
10. Управление отходами.

Сертификация Rainforest Alliance стимулирует фермеров выращивать культуры и управлять своими хозяйствами в соответствии с принципами устойчивости. Их система сертификации базируется на трёх столпах устойчивости: защите окружающей среды, социальной справедливости и экономической эффективности. Ни один из этих базисов не может обеспечить долгосрочный успех сам по себе. RA помогает фермерам улучшать их бизнес по всем трём направлениям.

### Устойчивый туризм
В то время как туризм — жизненный источник дохода для многих развивающихся стран, это может также привести к загрязнению, вырубке лесов, неэффективному энергетическому использованию и культурной эксплуатации.
Устойчивый туризм Rainforest Alliance представляет собой путешествия, организованные таким образом, чтобы минимизировать негативное воздействие человека на окружающую среду. Программы устойчивого туризма RA стимулируют защиту культурного наследия, защиту и обеспечение социальной справедливости и возможности экономического развития для представителей местного населения.
Rainforest Alliance предлагает программу обучения для туристических компаний — включая отели и домики — которая предоставляет им инструменты и методы, с помощью которых они должны научиться управлять туристическим бизнесом стабильно и эффективно. Компании, которые закончили программу, получают право использовать отметку Rainforest Alliance Verified™ на рекламных материалах.
Как путешественник, как Вы можете знать, что оказываете положительное влияние на места, которые посещаете?
Через SustainableTrip.org (англ.) и другие инструменты, которые Rainforest Alliance предоставляет путешественникам, туроператорам и турагентам со всесторонним списком мест назначения, где не только красиво, но также Вы можете принести пользу обществу, флоре и фауне.

### Борьба с изменениями климата
Rainforest Alliance проверяет соответствие проектов стандартам, которые касаются поглощения парниковых газов, сохранения биоразнообразия и устойчивого жизнеобеспечения. Rainforest Alliance верифицирует проекты по стандартам Climate, Community & Biodiversity Alliance, Chicago Climate Exchange and Plan Vivo
Для того, чтобы фермеры могли использовать печать Rainforest Alliance Certified™ фермерам необходимо защищать и восстанавливать земной покров. Rainforest Alliance также помогает фермерам измерять и проверять углерод, накопленный на их, засаженных деревьями, фермах, и способствует новым проектам, направленным на увеличение секвестрации углерода на ферме.
Тропический альянс работает с проверенными туристическими компаниями, чтобы уменьшить их выбросы парниковых газов и поощряет их покупать погашения для той эмиссии, которую они не могут устранить.

### Обучение и образование

#### Обучение
Rainforest Alliance обучает местные организации проектировать и развивать эффективное лесоводство и, основанные, проекты секвестрации углерода. RA также поощряет правительства принимать политику климата, которая обращается к причинам вырубки леса и вознаграждает сокращение выбросов парниковых газов посредством лесного сохранения и восстановления лесных массивов.

#### Образование
«Rainforest Alliance помогает студентам всех возрастов понять роль, которую каждый из нас играет в сохранении биоразнообразия. Наши образовательные материалы предоставляют детям, учителям и родителям, они должны понять фундаментальные проблемы охраны окружающей среды и принять меры, который помогут защитить нашу планету».

#### Уголок для детей
«Угол для детей разработан для того, чтобы дети всех возрастов могли узнавать о тропических лесах, животных и людях, которые населяют их. Вы можете встретить детей, которые живут около и в тропических лесах и изучают, как Ваш мир связан с их миром с помощью онлайн игр, красочных изображений и интересных фактов о тропических лесах.»Our Work in Environmental Education, Официальный сайт Rainforest Alliance

## Стандарт по устойчивому развитию и критерии
Сертификат соответствия стандарту устойчивого сельского хозяйства действует 3 года, в течение которых проводятся ежегодные аудиты на проверку соответствия принципам стандарта. В дополнение к ежегодным аудитам проводится аудит для проверки документации ферм. Стандарт устойчивого сельского хозяйства включает в себя 99 критериев, 46 из которых обязательны для проверки.
Rainforest Alliance требует выполнения как минимум 50 % критериев по каждому принципу (группе критериев) и 80 % критериев в целом. Невыполнение любого из методов, определённых в критериях стандарта равноценно обозначению несоблюдения.
16 критериев являются «критическими» и обязательно должны быть выполнены, чтобы ферма прошла сертификацию.
К этим критериям относятся:
- система не смешивания гарантированных продуктов с гарантированными на всем жизненном цикле продукции;
- программа идентификации и сохранения экосистем;
- запрет охоты;
- программа очистки сточных вод и её соответствие нормам, установленных законом;
- запрет на внесение в естественные водоемы органических и неорганических твёрдых частиц;
- запрет расовой дискриминации;
- установление заработной платы работникам в размере не ниже средней заработной платы по региону;
- запрет на использование труда детей до 15 лет;
- запрет принудительного труда;
- использование защитного снаряжения у рабочих, контактирующих с химикатами;
- учёт интересов местных сообществ;
- запрет выращивания ГМО урожая;
- запрет использования огня (только для ферм, выращивающих сахарный тростник);
- система установления новых производственных площадей.

## Знак сертификации Rainforest Alliance
Знак сертификации Rainforest Alliance появляется только на продуктах, соответствующих стандартам землепользования и критериям, рассмотренным выше. Наличие знака сертификации Rainforest Alliance на продукции информирует потребителей о том, что продукция произведена в соответствии с критериями организации, позволяя им совершать информированный выбор. Союз Потребителей недавно оценил знак сертификации Rainforest Alliance на сельскохозяйственной продукции как «наиболее значимый»..

## Критика и признание

### Достижения организации
Президент RA Тэнси Вилан была удостоена премии Джеймса Берда (James Beard leadership award (недоступная ссылка)) по управлению. Эта награда была вручена как знак признания достижений RA в продвижении сертификации на соответствие принципам устойчивого развития и помощи потребителям в признании устойчивого лесопользования, сельского хозяйства и туризма. Эта награда вручается активистам, которые помогают делать мир более здоровым, безопасным и устойчивым.
Критериями оценки являются: совершенство инновационного подхода и степень влияния на общество.
Компания «Марс» объявила, что к 2020 году весь объём используемых на производстве «Mars» какао-бобов будет «из устойчивых источников». Первым продуктом, отмеченным значком RA, станет шоколад «Galaxy» в Великобритании и Ирландии.
Для снижения разрушительного воздействия на леса, сельское хозяйство и туризм, особенно в экологически незащищённых зонах, а также для улучшения уровня жизни и бытовых условий людей, живущих в таких районах, RA внедряет новые стандарты. Rainforest Alliance признаётся как мировой лидер в разработке и внедрении мер и методов, обеспечивающих стабильность населению Земли и будущим поколениям.

### Камуфляж
Сертификация сельских хозяйств Rainforest Alliance была подвергнута критике со стороны ряда научных источников и СМИ. Газета Manchester Evening News отмечает, что критики назвали Rainforest Alliance «облегченной версией Fairtrade» , которая предоставляет компаниям вроде Chiquita and Kraft дешёвую возможность выйти на «рынок ответственных потребителей» (ethical consumer market). Это явление также называют «камуфляжем», поскольку оно позволяет компаниям и продуктам выглядеть более этично и экологически ориентированными, не являясь такими на самом деле. Алекс Николс (Alex Nicholls), профессор социального предпринимательства Оксфордского университета, назвал сертификацию Rainforest Alliance certification «простым решением для компаний, ищущих быстрой выгоды по сходной цене».

### Принципы минимальной цены
Сертификация устойчивого сельского хозяйства, такая как схема сертификации UTZ Certified и Organic certification, не гарантирует производителям минимальную или гарантированную стоимость,, делая их уязвимыми с точки зрения рыночной цены: к примеру, в 1980-х, фунт стандартных сортов кофе продавали примерно за $1.20. В 2003 фунт кофе продавался уже за $0.50, что было недостаточно для того, чтобы покрыть расходы на производство в большинстве стран мира. Цены на кофе с тех пор немного восстановились, например, цена на кофе сорта арабика достигла $1.18 за фунт к концу 2007 года.
Издание The Economist, хотя и поддерживает методы Rainforest Alliance, замечает, что «гарантии минимальной цены (как это делает Fairtrade) означают, что нет стимулов для повышения качества». Они также отмечают, что люди, которые пьют кофе, считают, что 

 « … качество напитка Fairtrade сильно разнится. Rainforest Alliance делает иначе: он не гарантирует минимальную цену и не предлагает надбавки но дает практические советы. И то, что потребители зачастую готовы заплатить больше за продукт с логотипом Rainforest Alliance, является скорее дополнительным бонусом, чем результатом официальной схемы субсидирования. Такие продукты сами могут постоять за себя на рынке.» — The Economist (2006, December 7)Voting with your trolley on August 10, 2007
Программы минимальной цены (которые гарантируют производителям, что они получат определённую заранее сумму, которая составит не меньше, чем было вложено ими в процессе производства, вне зависимости от рыночной цены) также подвергаются критике со стороны некоторых экономистов и расцениваются как искусственное манипулирование рынками и как противоречие самой идее продажи товаров по минимальной цене, делая товары более дорогими, чем многие потребители могут себе позволить.

### Использование знака соответствия RA
Сертификация Rainforest Alliance также подвергается критике из-за того, что для маркировки кофейной продукции знаком RA достаточно, чтобы 30 % кофейных зёрен было произведено на сертифицированных плантациях. По словам Майкла Конроя (Michael Conroy), председателя правления TransFair USA, такое использование маркировки оказывает наиболее разрушительное воздействие на саму идею программы сертификации сельского хозяйства Rainforest Alliance и является «серьёзным препятствием для целостности сертификации». Он приводит следующий пример: «Yuban coffee — популярный низкосортный баночный кофе, который продается на всей территории Америки, хвастливо заявляет на этикетке своей продукции, что 30 % кофе, содержащегося в банке — сертифицировано Rainforest Alliance. И что потребители должны думать об оставшихся 70 %? Что он создан из сырья, обработанного пестицидами, с нарушение норм ответственного использования воды? Ни одна другая система сертификации, с которой связана сертификация Rainforest Alliance: ни сертификация лесного хозяйства FSC, ни сертификация устойчивого туризма Sustainable Tourism не позволят так вольно обращаться с размещением своего логотипа».

### Ориентация на больши́е плантации
Профессор государственного университета штата Мичигана (Michigan State University) Дэниэль Джеффи (Daniel Jaffee) критикует сертификацию Rainforest Alliance за ориентацию на крупные и средние кофейные плантации, в отличие от Fairtrade, который делает акцент на независимых кооперативах производителей кофе.